# Berry Bickle
Berry Bickle (sinh năm 1959) là một nghệ sĩ người Zimbabwe sống ở Maputo. Sinh ra ở Bulawayo, Bickle theo học trường trung học Chisipite ở Harare. Sau đó, cô theo học Viện Công nghệ Durban, nơi cô nhận được bằng tốt nghiệp quốc gia về mỹ thuật, và Đại học Rhodes ở Nam Phi, nơi cô có bằng thạc sĩ về mỹ thuật.
Cô phân chia thời gian làm việc của mình giữa hai quốc gia Zimbabwe và Mozambique, và làm việc với lịch sử thực dân của khu vực này. Năm 1988, cô và Tapfuma Gutsa đã tổ chức hội thảo Pachipamwe, hội thảo Tam giác Nghệ thuật đầu tiên được tổ chức ở Châu Phi. Năm 2010, cô trở thành một nghệ sĩ sáng tạo của Quỹ Rockefeller và cô làm việc tại Trung tâm Rockefeller Foundation Bellagio trong chuỗi phim Suite Europa.

## Công việc
Các tác phẩm của cô thường là nghệ thuật sắp đặt, và là các tác phẩm đa phương tiện kết hợp kịch bản; một số bao gồm video và nhiếp ảnh. Cô đã hợp tác với nghệ sĩ người Peru Adrian Velasquez. Triển lãm và ấn phẩm Ghi nhận ý nghĩa: Viết và hệ thống đồ họa trong nghệ thuật châu Phi nhấn mạnh sự hiện diện của các văn bản trong tác phẩm của Bickle và tầm quan trọng của hành động viết văn và thu thập từ ngữ; trong khung tác phẩm loại này, các nghệ sĩ dán nhãn công việc của mình như là "Viết lại".
- "Maputo Utopias" series.[7]
- Suite Europa, 2010. The series was produced during a residency at the Rockefeller Foundation Bellagio Center.
- Sleeping beauty, 2008
- Cyrene
- Inheritance lost library
- Wandering
- Sarungano
- Pessoa bowls series